# Ichigo Mashimaro
Ichigo Mashimaro (苺ましまろ) é um mangá em cinco tomos criado em 2001 pelo mangaka Barasui para a revista Dengeki Daioh. Em 2005 foi adaptado para uma série anime em 12 episódios e para um jogo de PlayStation 2. Uma série OVA de 3 episódios foi lançada em 2007. Uma segunda série OVA foi anunciada em 2008. O mangá foi licenciado e publicado pela Tokyopop nos Estados Unidos da América e na Alemanha.

## Enredo
A história segue as aventuras cotidianas de Nobue, 20 anos, da sua irmã mais nova Chika, 12 anos e das suas amigas: a sua vizinha Miu, a tímida e um pouco piegas Matsuri e  Ana, imigrante de origem britânica.

## Mangá

### Volumes (Tankōbon)
- Volume 1 (Edição japonesa: ISBN 4-8402-2292-4; Edição estado-unidense: ISBN 1-59816-494-5, editada a 30 de Junho de 2006)
- Volume 2 (Edição japonesa: ISBN 4-8402-2445-5)
- Volume 3 (Edição japonesa: ISBN 4-8402-2623-7)
- Volume 4 (Edição japonesa: ISBN 4-8402-2981-3)
- Volume 5 (Edição japonesa: ISBN 4-8402-3872-3)

## Anime

### Lista de episódios
1. Birthday  - バースディ
2. Ana - アナ
3. House Call - Katei houmon 家庭訪問
4. Arbeit - Arubaito アルバイト
5. Sleeping Together - Soi ne そいね
6. Midsummer Day - Manatsu Hi 真夏日
7. Sea Bathing - Kaisuiyoku 海水浴
8. Festival - Omatsuri お祭り
9. Growing - Sodachi zakari 育ちざかり
10. Flower - Hana 花
11. First Snow - Hatsuyuki 初雪
12. Present - プレゼント